# Gokuraku-ji
Gokuraku-ji (禅師峰寺?) es un templo budista de la secta Shingon en la localidad de Naruto, prefectura de Tokushima, Japón. Se trata del 2º lugar de peregrinación del Camino de Shikoku. La fundación del templo se atribuye a Gyōki.

## Historia
El templo fue fundado por Gyōki, pero, en 815, Kūkai cantó el Sutra Amitabha en el lugar durante 37 días como parte de su práctica ascética. El último día, se le apareció Amida Nyorai. Kūkai talló una escultura de la deidad y la consagró como el principal objeto de adoración. El templo fue incendiado por Chosokabe Motochika durante su invasión de Awa a finales del siglo XVI, pero en 1659, durante el período Edo, el salón principal fue reconstruido con la ayuda de Hachisuka Mitsutaka, daimyō del dominio de Tokushima.

## Tesoros

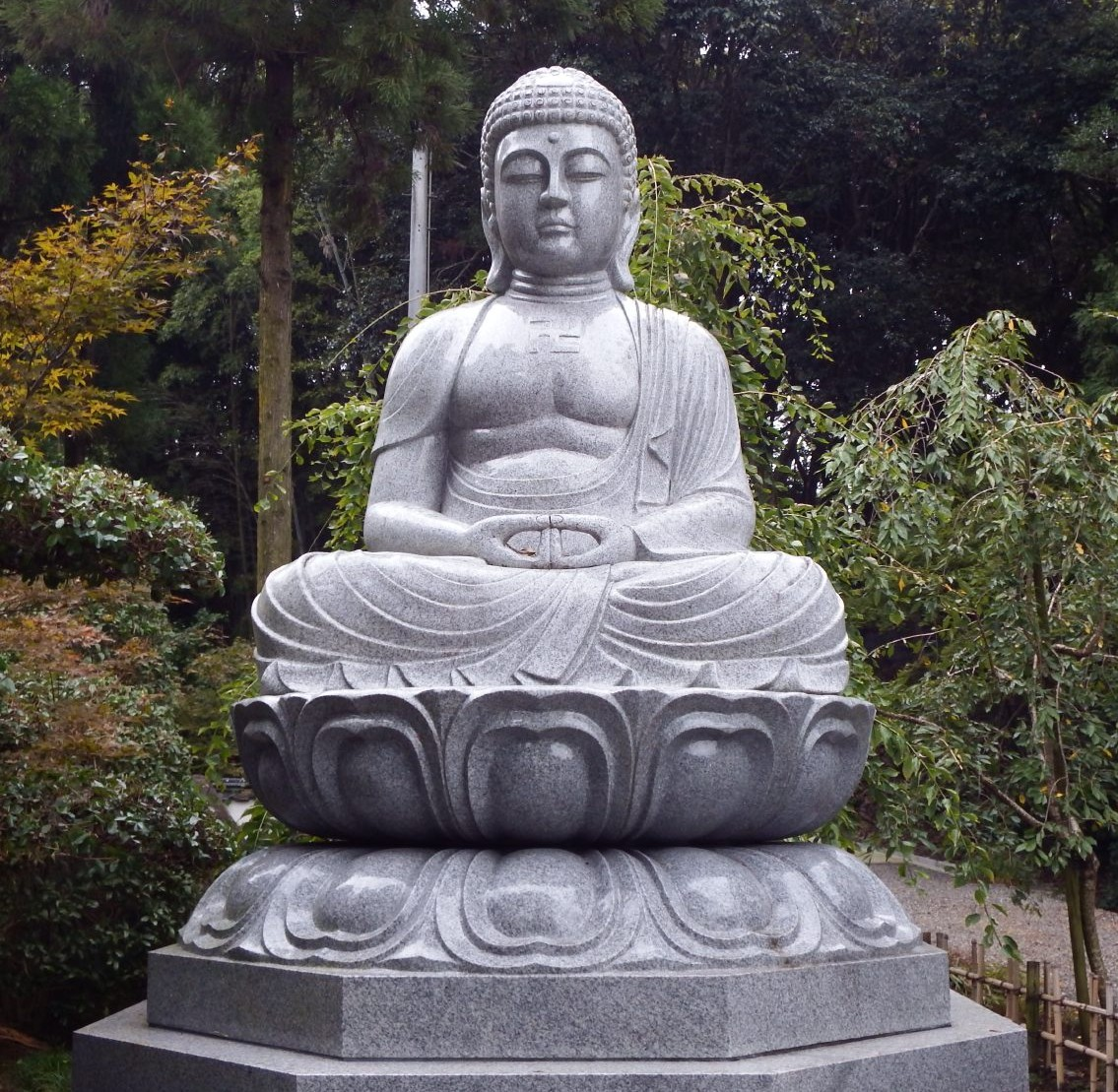
Estatua de piedra en los terrenos del templo.

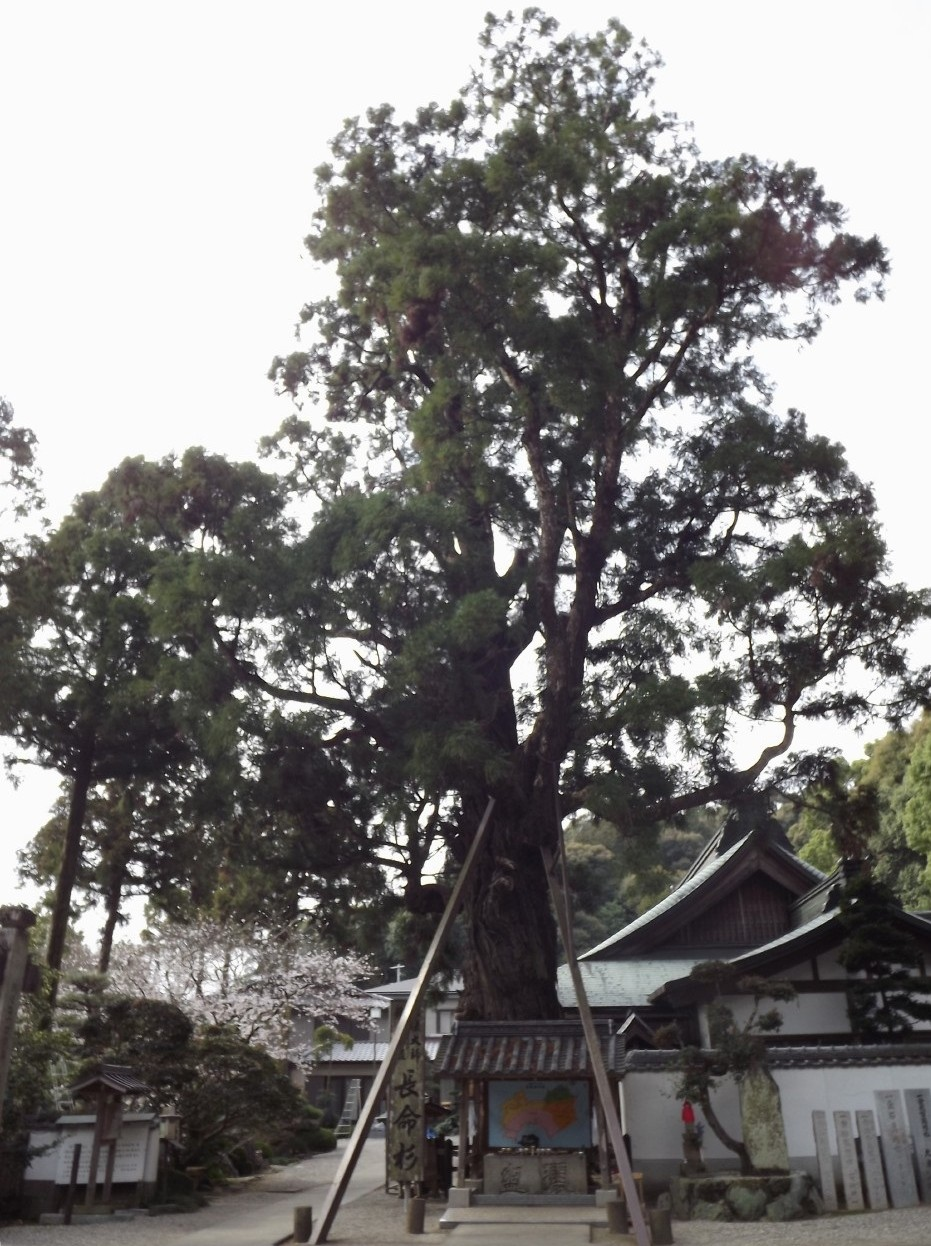
El árbol sagrado es considerado un monumento natural de la ciudad de Naruto.

- Estatua de madera sentada del período Heian de Amida Nyorai (Propiedad Cultural Importante).[6]
- Mandala de los Dos Reinos (Propiedad cultural de la prefectura).[7]
- Cryptomeria de 1200 años y 31 m de altura plantada por Kōbō Daishi (Propiedad cultural de la ciudad).[8][9][10]